# Ellen Dickson
Pour les articles homonymes, voir Dickson.
Ellen Dickson, née en 1819 à Woolwich et morte le 4 juillet 1878  à Lyndhurst, est une compositrice britannique qui utilise également le pseudonyme de Dolores Dickson.

## Biographie
Ellen Dickson naît en 1819 à Woolwich.
Elle est la fille du général Sir Alexander Dickson et passe la majeure partie de sa vie à Lyndhurst dans la New Forest. Son pseudonyme latin 'Dolores', qui signifie chagrin ou douleurs corporelles, est, peut-être, un commentaire sur sa vie d'invalide. Elle commence à se faire connaître à la fin des années 1850 en composant des ballades de salon dans un style semblable à celui de Maria Lindsay.
Elle meurt le 4 juillet 1878 à Lyndhurst.

## Œuvres
Dickson compose principalement de la musique de salon. Les œuvres sélectionnées comprennent : 
- Bonne nuit, ma bien-aimée (Texte: Henry Wadsworth Longfellow)
- Vieille horloge dans l'escalier (Texte: Henry Wadsworth Longfellow)
- Le pont (Texte: Henry Wadsworth Longfellow)
- Le ruisseau (Texte: Lord Alfred Tennyson)
- La fenêtre ouverte (Texte: Henry Wadsworth Longfellow)
- Tour, fortune, tour (Texte: Lord Alfred Tennyson)
- La chanson de Vivien (Texte: Lord Alfred Tennyson)